# Tag (Bergbau)
Die Bezeichnung Tag steht im Bergbau nicht wie im sonstigen Sprachgebrauch für eine Zeitspanne (siehe Tag), sondern für die dem Tageslicht ausgesetzte Erdoberfläche.
Tag ist somit eine Abkürzung für Tageslicht und die dem Licht des Tages freigelegte Oberfläche. Im Tagebau sind dies die dem Tageslicht ausgesetzten Abbauflächen, wenn versucht wird, oberflächennahe Bodenschätze zu gewinnen. Außer in den Ausdrücken über Tage (österreichisch ober Tage) und unter Tage wird das Wort in dieser Bedeutung alleinstehend nur selten gebraucht, doch in Zusammensetzungen häufiger, so zum Beispiel in Untertagebau oder Tagschacht.

## Umgangssprache
Die bergmännische Verwendung des Wortes Tag findet sich umgangssprachlich zum Beispiel in der Redewendung „zu Tage kommen“ wieder, die auch standardsprachlich „zu Tage tritt“.